# 3416 Dorrit
3416 Dorrit (1931 VP) là một Mars-crossing asteroid được phát hiện ngày 8 tháng 11 năm 1931, bởi Reinmuth, K. ở Heidelberg.